# Jadružský smrk
Jadružský smrk byl památný strom u vesnice Jadruž jihozápadně od Boru. Smrk ztepilý (Picea abies) rostl v polesí Bor u křižovatky lesních cest severovýchodně od vsi v nadmořské výšce 528 m. Obvod jeho kmene měřil 353 cm a koruna stromu dosahovala do výšky 25 m (měření 1986). Smrk byl chráněn od roku 1987 pro svůj vzrůst a věk. Strom uschl a hrozil jeho pád. Ochrana byla zrušena 26. října 2023 za účelem skácení.

## Stromy v okolí
- Jadružský jasan
- Rájovská trojice